# Colletes petropolitanus
Colletes petropolitanus là một loài Hymenoptera trong họ Colletidae. Loài này được Dalla Torre mô tả khoa học năm 1897.